# A. Heucke
Die A. Heucke Dampfpflug-Lokomotiv-Fabrik (kurz A. Heucke) war ein Maschinenbauunternehmen mit Sitz in Gatersleben (heute Sachsen-Anhalt), das 1886 von Andreas Heucke gegründet wurde. Es produzierte zunächst Dampfpflüge und erzielte darüber hinaus durch Dienstleistungen wie Lohnpflügen zusätzlichen Gewinn. Nach dem Zweiten Weltkrieg wurde das Unternehmen unter dem neuen Namen VEB Dampfpflugbau Gatersleben verstaatlicht und 1952 in einen Baumaschinenhersteller umstrukturiert. Der so gebildete VEB Baumaschinen Gatersleben bestand bis zur Wende und wurde 1993 als Vibromax Gatersleben GmbH reprivatisiert. Der britische Baumaschinenhersteller JCB übernahm den Betrieb 2005 und führte die Produktion unter dem Namen JCB Vibromax Gatersleben GmbH fort. 2014 verlagerte JCB die Produktion ins Ausland und löste den Betrieb mit etwa 150 Arbeitsplätzen komplett auf.

## Geschichte

### Aufbau der Dampfpflugfabrikation
Die Wurzeln des Unternehmens reichen bis in das Jahr 1870 zurück. Andreas Heucke gründete in diesem Jahr in Hausneindorf bei Quedlinburg ein Lohnpflugunternehmen. Hierfür hatte er eigens einen Zweimaschinen-Dampfseilpflug von Fowler aus Großbritannien importiert. Aufgrund der großen Nachfrage begann Heucke 1886 mit der Herstellung eigener Dampfpflüge. 1901 konnte bereits der 100. Dampfpflug ausgeliefert werden.
1904 verstarb Andreas Heucke und sein Sohn Benno übernahm daraufhin die Geschäftsführung. In diesem Jahr begannen auch die Bauarbeiten für die neue Fabrik im benachbarten Gatersleben, die 1907 in Betrieb genommen wurde und fortan den neuen Hauptsitz des Unternehmens bildete. In Hausneindorf blieb bis 1939 die Gießerei. Mitte der 1930er Jahre übernahm mit Ulrich Heucke die dritte Generation die Geschäftsführung.

### Verstaatlichung und Umstrukturierung
Die Fabrik in Gatersleben war im Zweiten Weltkrieg von Kriegsschäden weitgehend verschont geblieben und konnte so nach der Enteignung und der Überführung in Volkseigentum sehr schnell wieder die Produktion aufnehmen. Zunächst wurden in Gatersleben weiterhin Landmaschinen gefertigt. Der Erlass des Aufbaugesetzes im Jahre 1950 und der damit verbundene Bedarf an neuen Baumaschinen führte jedoch dazu, dass der Dampfpflugbau 1952 beendet und stattdessen die Herstellung von Baumaschinen aufgenommen wurde.

### Reprivatisierung und Produktionsende

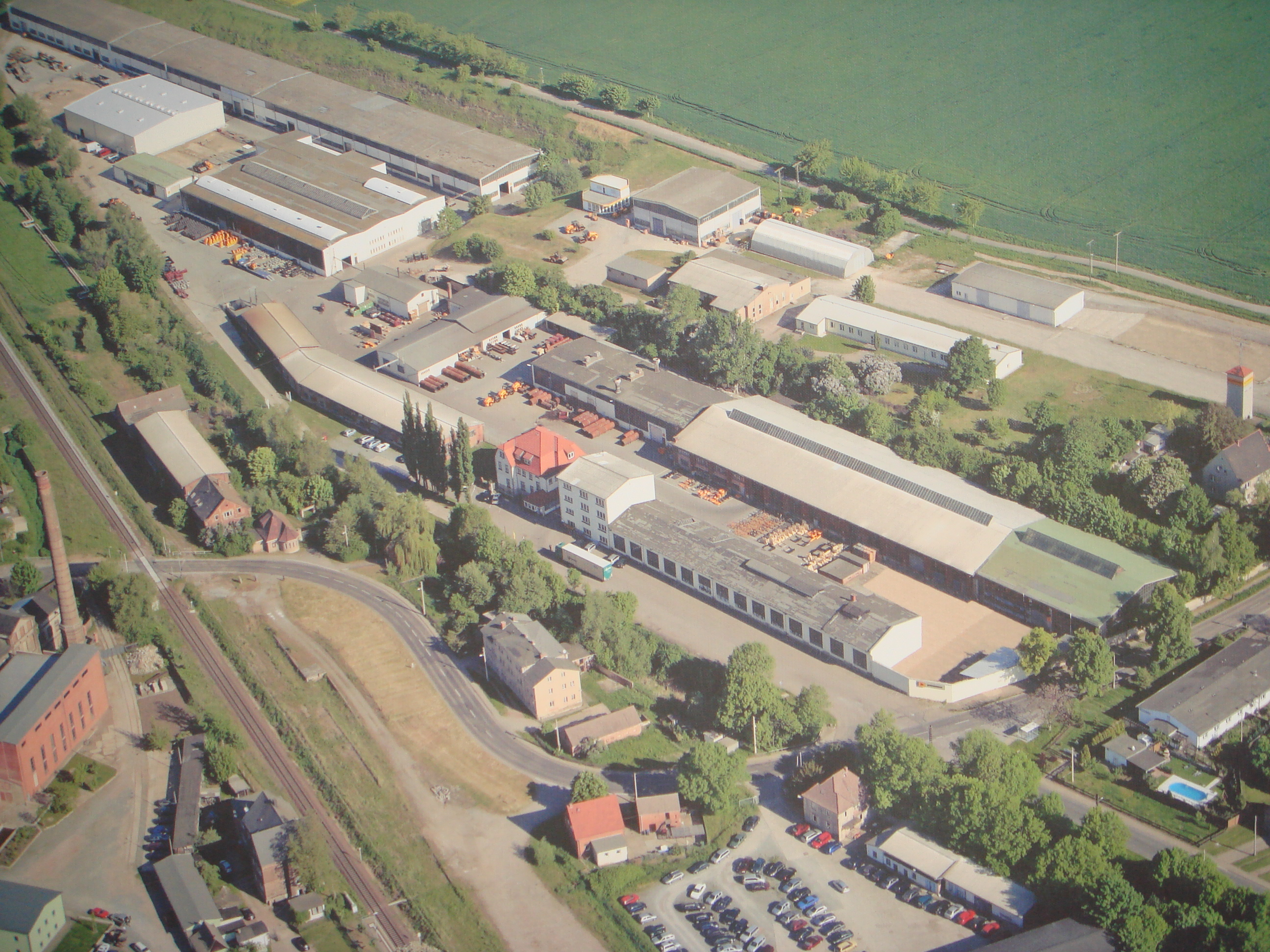
Blick auf das Betriebsgelände in Gatersleben (2005)

Nach der Wende übernahm die Treuhandanstalt den ehemaligen Staatsbetrieb und leitete eine Reprivatisierung ein. 1993 kaufte eine Investorengruppe den Betrieb und führte ihn unter dem Namen Vibromax Gatersleben GmbH weiter (zur Marke Vibromax siehe auch Losenhausenwerk). 2005 ging das Unternehmen dann an den britischen Baumaschinenhersteller JCB über. Dieser verlagerte 2014 schließlich die Fertigung nach Großbritannien und Indien und gab das Werk in Gatersleben vollständig auf.

## Erzeugnisse

### Landmaschinen

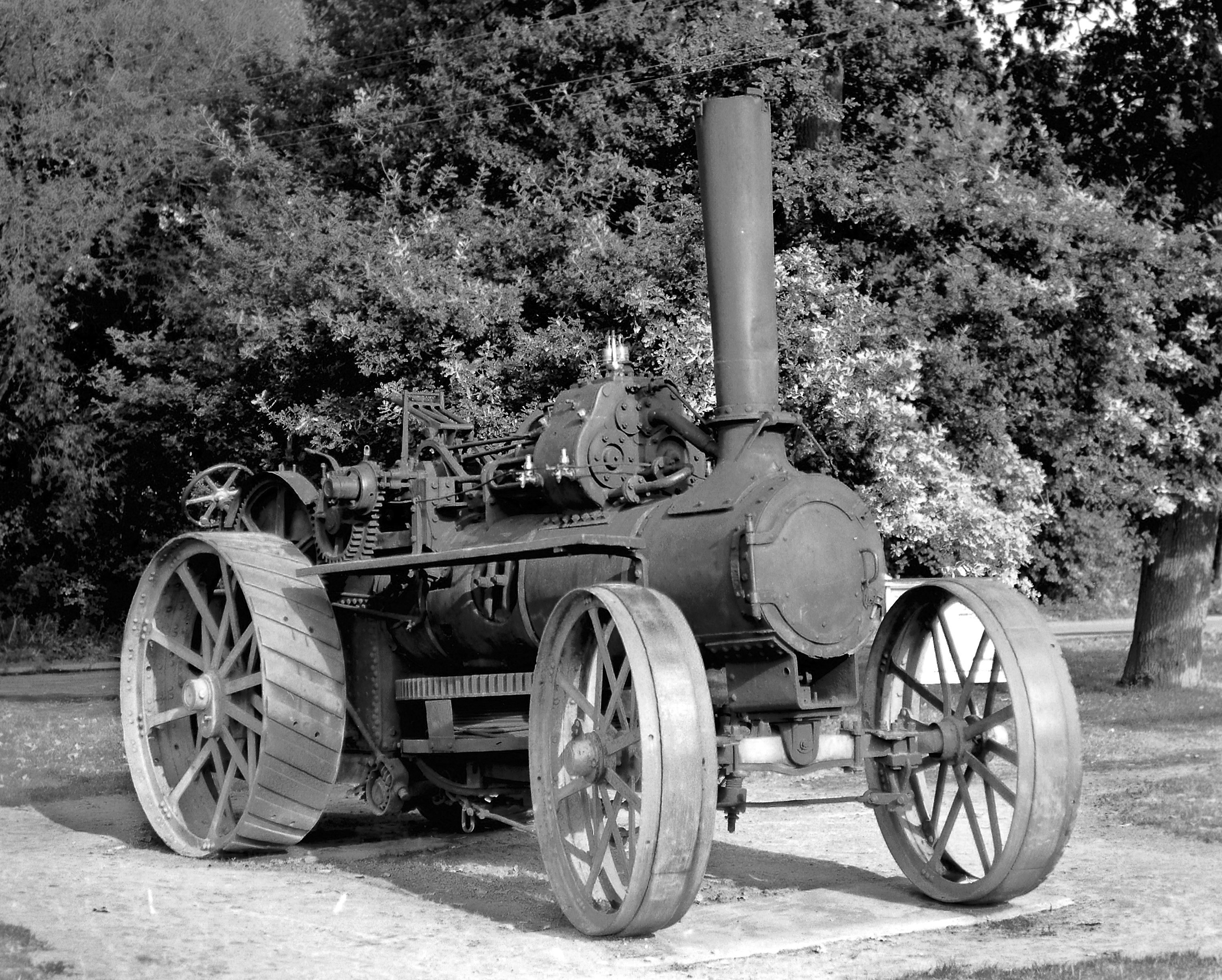
Dampftraktor von 1915

Ab 1886 produzierte das Unternehmen komplette Zweimaschinen-Dampfpflug-Sätze. Dazu gehörten jeweils zwei Dampflokomotiven, ein Pflug mit entsprechendem Zubehör (u. a. Saatwalzen, Eggen, Grubber oder Rübenheber), sowie Wohn-, Brennstoff- und Wasserkaupenwagen. In den besten Zeiten zu Beginn des 20. Jahrhunderts verließen jährlich bis zu 24 Sätze das Werk. Das Standardprogramm waren Dampfpfluglokomotiven in verschiedenen Baugrößen mit Leistungen bis etwa 250 PS. Daneben gab es viele Sonderlösungen, wie z. B. die Dampfpflüge auf Schienen für den Einsatz in Sumpfgebieten oder auch die mit Strohfeuerung und Sattdampf betriebene Variante für Rumänien.
Insgesamt stellte der Betrieb bis Ende des Zweiten Weltkrieges etwa 880 Dampfpfluglokomotiven bzw. etwa 440 Pflugsätze mit allem Zubehör her. Diese wurden nicht nur in Deutschland, sondern auch auf vielen Exportmärkten verkauft. Neben den europäischen Ländern gab es auch Abnehmer in Namibia, Indien, Sumatra und Java. Wichtige Aufträge waren unter anderem die Dampfseilpflüge für die Kultivierung der Pontinischen Sümpfe bei Rom.
Ab Mitte der 1930er Jahre, als der Zenit der Dampfpflüge längst überschritten war, wurden zusätzlich Anhänger für Traktorenzüge mit vier bis fünf Tonnen Nutzlast in das Programm aufgenommen. Sie waren zunächst mit Eisenrädern und später mit Luftbereifung ausgestattet. Während der gesamten Zeit blieb neben der Fertigung der Maschinen das Lohnpflügen ein wichtiger Geschäftsbereich, mit dem man die teilweise sehr großen Schwankungen in der Absatzlage etwas ausgleichen konnte.
In den ersten Nachkriegsjahren wurden unter staatlicher Führung bis zur Umstrukturierung Gespannanhänger, landwirtschaftliches Zubehör und auch noch einige Dampfseilzüge produziert.

### Baumaschinen

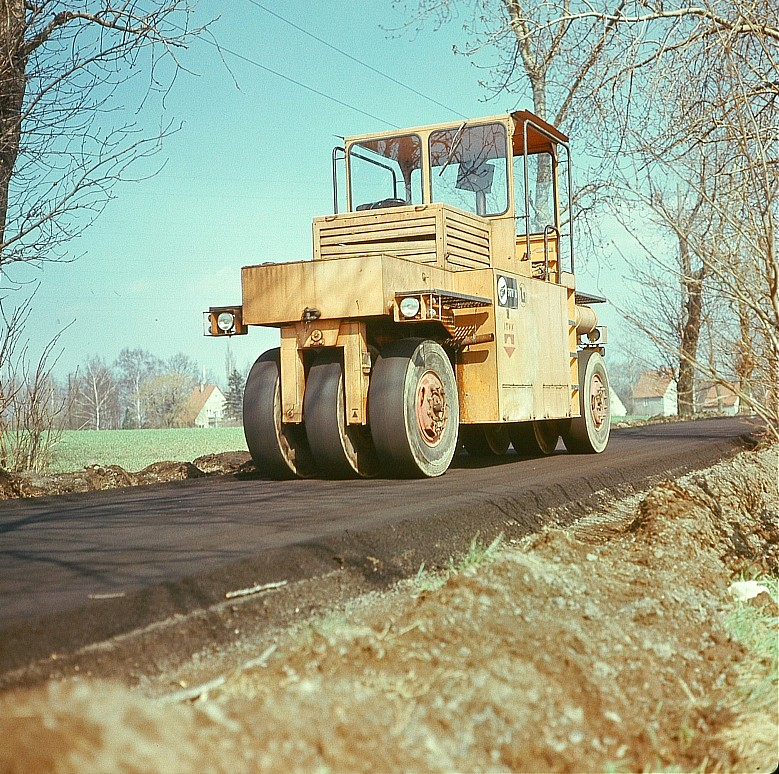
Gummiradwalze (1975)

Nach der Umstrukturierung 1952 wurden unter dem neuen Namen VEB Baumaschinen Gatersleben anfangs Eimerkettenbagger gefertigt. Ab 1957 startete der Betrieb dann mit der Fertigung von Walzen. Das Programm bestand zunächst aus drei Modellen, wobei das Gewicht durch die Zugabe von Wasser zum Teil erheblich erhöht werden konnte. Das kleinste Modell war eine Dreiradwalze mit vier Tonnen Gewicht. Im Mittelfeld befand sich eine Einradwalze mit fünf Tonnen Gesamtgewicht und die große Walze war ohne Wasser zehn Tonnen schwer. Letztere war auch als Gummiradwalze verfügbar. Bei den großen Walzen konnte ein Heckaufreißer angehängt werden. Drei Jahre später wurden zudem Asphaltfertiger ins Programm aufgenommen. Ab 1968 begann die Produktion von Vibrationswalzen mit Abstreifer und Berieselungsanlage.
Nach der Reprivatisierung Anfang der 1990er Jahre wurde die Produktion von verschiedenen Walzentypen in Gatersleben unter der Marke Vibromax bzw. ab 2005 JCB Vibromax bis zur Werksschließung 2014 fortgeführt.

## Erhaltene Dampfpfluglokomotiven
Von den etwa 880 bis 1945 produzierten Dampfpfluglokomotiven sind nur wenige Exemplare im Original erhalten geblieben. Folgende Exemplare sind bekannt:
| Nr. | Fabrik-Nr. | Baujahr      | Zustand | Standort/PLZ | Ort/Institution                                                                                    | Foto |
| --- | ---------- | ------------ | ------- | ------------ | -------------------------------------------------------------------------------------------------- | ---- |
| 1   | 123        | um 1909      | M       | D-39365      | Ummendorf, Börde-Museum Burg Ummendorf                                                             |      |
| 2   | ?          | ab etwa 1925 | M       | D-39365      | Ummendorf, Börde-Museum Burg Ummendorf                                                             |      |
| 3   | ?          | um 1910      | M       | D-16348      | Wandlitz, Barnim Panorama, ehem. Agrarmuseum Wandlitz                                              |      |
| 4   | 165?       | um 1910      | M       | GB           | Liphook, Hampshire, Hollycombe Working Steam Museum, ehem. Tonka am Niger (Fluss), Mali            |      |
| 5   | ?          | ?            | D       | D-06628      | Bad Kösen-Fränkenau, Heimatverein                                                                  |      |
| 6   | 287        | 1911         | B       | D-70599      | Stuttgart-Hohenheim, Deutsches Landwirtschaftsmuseum                                               |      |
| 7   | 288        | 1911         | B       | D-70599      | Stuttgart-Hohenheim, Deutsches Landwirtschaftsmuseum                                               |      |
| 8   | 369        | 1913         | M       | PL           | Szreniawa, Muzeum Narodowe Rolnictwa i Przemysłu Rolno-Spożywczego                                 |      |
| 9   | 370        | 1913         | M       | PL           | Szreniawa, Muzeum Narodowe Rolnictwa i Przemysłu Rolno-Spożywczego                                 |      |
| 10  | 425        | 1915         | M       | D-17214      | Alt Schwerin, Agroneum, ehem. Agrarmuseum Alt Schwerin                                             |      |
| 11  | 426        | 1915         | M       | D-53572      | Unkel, Sammlung Freiligrathhaus                                                                    |      |
| 12  | 656        | 1921         | D       | D-08439      | Crimmitschau, Am Alten Gaswerk; im Besitz des Deutschen Landwirtschaftsmuseums Schloss Blankenhain |      |
| 13  | 743        | 1928         | B       | D-08036      | Landshut, Agrarbildungszentrum Landshut-Schönbrunn                                                 |      |
| 14  | 744        | 1928         | B       | D-08036      | Landshut, Agrarbildungszentrum Landshut-Schönbrunn                                                 |      |
| 15  | 829        | 1944         | D       | D-17348      | Woldegk, Mühlenmuseum                                                                              |      |

B = betriebsbereit
D = Denkmal
M = Museumslokomotive / Ausstellungsstück
Fabrik-Nummer 669/1922: nur Fabrikschild erhalten (D-39365 Ummendorf, Börde-Museum Burg Ummendorf, Inventar-Nummer V:04/02/04/96:517)